# کاربووانتس اوکراین
کاربووانتس اوکراین (به انگلیسی: Ukrainian karbovanets) (به زبان بومی: український карбованець) با کد ایزوی UAK، یکای پول رایج در کشور اوکراین است. مسئولیت کنترل این واحد پولی برعهدهٔ بانک ملی اوکراین قرار دارد.